# Rysunek konturowy
Rysowanie konturowe – jest techniką artystyczną stosowaną w dziedzinie sztuki, w której artysta szkicuje obiekt, rysując linie, tworzące rysunek stanowiący zasadniczo kontur (francuskie słowo „contour” oznacza „kontur”). Celem rysowania konturowego jest podkreślenie masy i objętości obiektu, a nie szczegółów; nacisk kładziony jest na zarysowany kształt obiektu, a nie na drobne szczegóły. Ponieważ jednak kontur może przedstawiać trójwymiarową perspektywę, ważna jest długość i szerokość, a także grubość i głębokość. Ta technika przejawia się w różnych stylach i jest praktykowana w rozwijaniu i uczeniu się rysowania.

## Znaczenie
Rysowanie konturowe jest podstawową techniką w dziedzinie sztuki, ponieważ stanowi mocną podstawę dla każdego rysunku lub obrazu; może potencjalnie modyfikować formę podmiotu poprzez zmianę w obrębie linii. Jego celem jest uchwycenie życia, działania lub ekspresji podmiotu. Jest powszechnie akceptowany przez szkoły, instytucje artystyczne i uczelnie jako skuteczna pomoc szkoleniowa i technika dla początkujących artystów. W rękach utalentowanego mistrza linia, która przenosi kontur, może dać imponujące efekty.

## Rysunek konturowy w programach graficznych
Rysunek graficzny nie jest ograniczony wymogiem tworzenia go jedynie na papierze. Fakt wykonywania go w programach graficznych został mocno spopularyzowany przez media społecznościowe. Popularne wykonania często anonimowych artystów można znaleźć pod nazwą „outline”, co z języka angielskiego dosłownie oznacza „zarys”. Popularnymi narzędziami do tworzenia takich grafik są Photoshop oraz podobny do niego Gimp.

## Techniki
Na rysunku o ciągłej linii artysta patrzy zarówno na obiekt, jak i na papier, przesuwając narzędziem po płótnie i tworząc sylwetkę obiektu. Podobnie jak ślepe rysowanie konturów, rysowanie konturów jest kunsztownym doświadczeniem, które opiera się bardziej na odczuciu niż percepcji; ważne jest, aby kierować się instynktem.  Inną techniką podobną do rysowania konturów jest rysowanie zarysów; podział między formą a przestrzenią zajmowaną przez obiekt. Wszystkie trzy typy rysunków są uważane za rysunki gestami; praktyka rysowania serii ciał w nieruchomej formie. Rysunek zarysowy ma przeznaczenie techniczne, podczas gdy rysunek konturowy odzwierciedla formę, wagę, masę, przestrzeń i odległość.

## Styl linii
Zmieniając charakter znaku, artysta może naśladować wiele aspektów przedmiotu, które odnoszą się do formy i przestrzeni widza. Na przykład linia może mieć mniejszą wartość (gradację), co sugeruje większą odległość między obiektami na rysunku. Ciemniejsza część konturu może reprezentować obiekt z niewielkim lub zerowym źródłem światła; przestrzeń jest skompresowana lub obiekt jest niższy. Ciągłe linie używane wewnątrz konturu obiektu mogą dodawać akcent lub rzucać cień, w zależności od wartości linii.

## Rysowanie na ślepo
Rysowanie na ślepo polega na zmuszeniu oka artysty do poruszania się po obrysie obiektu, gdy ołówek porusza się po papierze. Aby wykonać ślepy kontur, artysta nie patrzy na papier lub płótno, na którym pracuje. Początkowo ten rodzaj rysowania może być trudny i powolny, ale artysta przekona się, że dzięki praktyce jest to skuteczny sposób definiowania umiejętności obserwacji, takich jak identyfikacja i leżąca u podstaw struktura przedmiotu, powiązanie form i przekazanie zmysłowego doświadczenia. Dzięki dogłębnej praktyce w tym stylu będzie potrafił szybko i sukcesywnie rysować wszystko.